# Piptostigma fasciculatum
Piptostigma fasciculatum là loài thực vật có hoa thuộc họ Na. Loài này được (De Wild.) Boutique miêu tả khoa học đầu tiên năm 1959.